# Каменные ворота (арка)
Каменные ворота (баш. Ҡапҡаташ) — каменная арка, находящееся в урочище Ласынташ, в правом скалистом борту долины реки Ай, в 1,5 км от села Лаклы Салаватского района Республики Башкортостан. В этом месте река Ай прорезает в массиве Капкаташ скалистый каньон. Каменная арка представляют собой пласт известняков вертикального падения. Каменная арка образовалась в результате разрушения карстовой пещеры. Массив состоит из известняков верхнекаменноугольного периода легко растворимых карбонатных пород. В известняковой скале толщиной около 2 м сохранился остаток пещерного прохода шириной более 4 м и высотой 4,2 м.
В окрестностях природного памятника ландшафты представлены смешанными лесами, преимущественно берёзовыми и сосновыми лесами. Произрастают редкие виды растений: в Красную книгу Республики Башкортостан включены дремлик тёмно-красный, гвоздика иглолистная, пырей, шиверекия северная и другие, в Красную книгу России — минуарция Гельма и пыльцеголовник красный.
Постановлением Совета Министров Башкирской АССР от 17 августа 1965 года № 465 объекту присвоен статус памятника природы регионального значения, относится к перечню редкое карстовое образование — каменная арка.